# كمال ناجي
كمال ناجي المعروف أيضا باسم كمال مدحت (1951 - 23 مارس 2009) نائب ممثل منظمة التحرير الفلسطينية في لبنان. قتل عن طريق قنبلة على جانب الطريق أثناء زيارته لمخيم للاجئين لتهدئة العنف الأخير.

## النشأة والأنشطة
ولد ناجي الذي ولد في مخيم جباليا في قطاع غزة في عام 1951 إلى لبنان عندما انضم إلى حركة فتح في سن السادسة عشرة. كان ناجي أحد المقربين من ياسر عرفات وخليل الوزير. ترقى ضمن صفوف منظمة التحرير الفلسطينية وحصل على دكتوراه العلاقات الدولية والعلوم العسكرية من الاتحاد السوفيتي. بينما كان مقر منظمة التحرير الفلسطينية في لبنان في أواخر السبعينات وأوائل الثمانينيات عمل ناجي كمعاون وثيق لعرفات.
في الآونة الأخيرة لعب ناجي دورا رئيسيا في تهدئة العنف والتوتر بين مختلف الجماعات الفلسطينية في مخيم عين الحلوة وفي تعزيز الحوار بين سوريا ولبنان والمجتمع الفلسطيني. في إشارة إلى الحرب على غزة 2008–2009 قال: «إذا كان ياسر عرفات على قيد الحياة كان قد بدأ الانتفاضة الثالثة وتمكن من جعل المقاطعة مقر المقاومة وجميع أنواع المبعوثين سوف يطرق باب يبحث عن حل لإنهاء القتال في غزة». عمل نائبا لرئيس منظمة التحرير الفلسطينية في لبنان.

## الوفاة
في 23 مارس 2009 قتل ناجي وثلاثة آخرون عندما انفجرت قنبلة على جانب الطريق بينما كان موكبه يمر في نقطة تفتيش الأمن في كفاح المصلى إلى مخيم المية ومية بالقرب من صيدا. كان هناك عداء عائلي في اليوم السابق وقتل فيه اثنان من أعضاء حركة فتح وكان ناجي يزورهم لتقديم تعازيه ومحاولة تهدئة الوضع. يبدو أن القنبلة كانت مخبأة في سقيفة صغيرة على جانب الطريق وتم تفجيرها عندما مر موكب ناجي. قال الصحفيون في مكان الانفجار أن سيارته ألقيت على تلة وسقطت إلى حطام متفجر. التقت الفصائل الفلسطينية في مخيمات اللاجئين ال 12 في عين الحلوة لمناقشة الحادث وتهدف إلى الكشف عن مرتكبي الهجوم. قدر حجم القنبلة ب 25 كيلوغرام.

### ردود الفعل
قال المتحدث باسم حركة فتح في الضفة الغربية فهمي الزعير أنه من السابق لأوانه التكهن بمن كان وراء الهجوم لكن ناجي بعث برسائل إلى السلطات القضائية اللبنانية أخبرها عن مجموعات مختلفة تسعى إلى اغتياله. حمل عباس زكي وهو أكبر ممثل لمنظمة التحرير الفلسطينية في لبنان إسرائيل مسؤولية القتل وحذر من أن ذلك سيكون له تداعيات خطيرة في لبنان والمخيمات الفلسطينية قائلا: «أولئك الذين يقفون وراء القتل يعملون بطريقة أو بأخرى لإسرائيل». إدوارد كتورة مسؤول في حركة فتح في لبنان اتهم أيضا إسرائيل باغتيال ناجي قائلا: «وفقا لأسلوب العملية يبدو أن إسرائيل وراء ذلك لأنه إعدام مهني للغاية... نحن لا نعتقد أن الإعدام هو مشكلة فلسطينية لأنها تستهدف الوضع المستقر في لبنان وفي المخيمات الفلسطينية». كما يشتبه في أن«الفصيل الفلسطيني الثالث» الذي يقوده محمد دحلان يعمل لصالح إسرائيل والولايات المتحدة بعض وفاة ناجي في محاولة لمنع الوحدة الفلسطينية من مواجهة إسرائيل.
قال أسامة حمدان ممثل حركة حماس في لبنان أن ناجي لعب دورا في المساعدة على تخفيف حدة التوتر بين الفصائل الفلسطينية في البلاد. قال في تصريح لقناة المنار التابعة لحزب الله: «لا يمكن التكهن بمرتكبي هذه الجريمة». أصدر مكتب رئيس السلطة الوطنية الفلسطينية محمود عباس بيانا يدين القتل. «الرئيس عباس يدين الجريمة الإرهابية التي استهدفت اللواء كمال ناجي وخصص حياته لخدمة شعبه وقضيته».
أصدر حزب الله بيانا يدين جريمة القتل المزعومة وادعى أن إسرائيل رتبت وفاة ناجي موضحة: «بصمات الصهاينة كانت تهدف إلى زرع الفتنة». قام وليد جنبلاط زعيم الحزب التقدمي الاشتراكي بزيارة إلى زكي لتقديم التعازي. قال جنبلاط للصحفيين بعد ذلك: «إنني أعرب عن تعازي لحركة فتح والسلطة الوطنية الفلسطينية مضيفا أن حركة فتح دائما ضحت بأعضائها البارزين للقضية الفلسطينية». كما أدان قائد القوات اللبنانية سمير جعجع هذا الهجوم قائلا أنه هجوم إرهابي يستهدف الاستقرار اللبناني والفلسطيني. دعا جعجع الفلسطينيين إلى توحيد قضيتهم العادلة والبقاء بعيدا عن الصراعات التي تستنزف إرادتهم في المثابرة.
أدان الأمين العام للأمم المتحدة بان كي مون الهجوم الإرهابي. ذكر بيان صادر عن مكتبه الصحفي أن: «الأمين العام يدين الهجوم الإرهابي اليوم ويأمل في تقديم مرتكبي هذه الجريمة للعدالة على الفور. لا يجوز السماح لهذه الأعمال بتعريض مناخ الهدوء السائد حاليا في لبنان للخطر».